# メリーさんの館
メリーさんの館はかつて大分県別府市城島高原にあった西洋風の廃墟である。

## メリーさんの館
メリーさんの館（メリーさんのやかた）は、かつて大分県別府市城島高原存在した西洋風の建物（鐘紡別府種畜牧場事務所棟とされる）。戦後に廃墟化し、地元で心霊スポットとして語られることがある。現在は建物は解体され、跡地のみが残存する。

## 概要
この建物は、1930年代に鐘淵紡績（現クラシエ）が別府種畜牧場の事務所として建設した洋館風の建築物であるとされる。戦後に一時的にホテルなどに転用されたという記述や伝承があるが、詳細は諸説ある。廃墟化後、地元や心霊誌・探索者の間で「メリーさんの館」と呼ばれるようになった。

## 歴史

### 建設と運用
建物は1930年代に建てられ、種畜牧場の事務・宿泊や接待施設の機能を有していたとされる。鐘紡の事業記録や当時の絵葉書などで外観や敷地の様子を示す資料が残されている場合がある。 

### 戦後以降と廃墟化
戦後は一部をホテルなどに転用した時期があったとする記録や証言があるが、やがて営業を終了し、建物は放置された。廃墟として知られるようになってからは、肝試しや心霊探訪の対象となった。1990年代以降、老朽化等の理由で建物は取り壊され、現在は基礎などの遺構のみが残るとされる。
「メリーさんの館」という呼称が初めて広まったのは、1991年4月2日から同年9月24日まで関西テレビで放送された恐怖の百物語の第1話である。  この話の体験者は、現在俳優の稲森誠さん（当時はMさんと表記）であり、彼の体験談がきっかけとなった。
稲森さんは友人3人とともに、別府から湯布院に抜ける山道の途中にある廃墟を訪れた。友人の1人が館の場所を発見し、稲盛さんと友人S君の2人で館に入ることになった。
館の入口は朽ちた門で番線が巻かれて封鎖されており、どうにかこじ開けて進入した。中は薄暗く、窓から光が差し込み、広い玄関ホールと階段があった。
入った瞬間、稲森さんは酸欠のような苦しさに襲われしゃがみ込んだが、そのとき友人S君が「押すな！押すな！」と叫びながら転げ落ちた。稲森さんは触れていないと主張し揉めた結果、稲森さん1人で館内を探索することになった。
階段を登る途中、異常な重力の感覚や吐き気に襲われながらも最後まで登り切ると、扉の隙間から太陽の光が差し込み、安心感を覚えた。だが扉に手をかけた瞬間、外国語の童謡のような歌声が聞こえ、背後から強く引っ張られた。
振り返ると、玄関ホールの床が子供たちで埋め尽くされており、その中には稲森さんの体を掴む子供もいた。恐怖のあまり扉ごと転げ落ち、気づくと病院のベッドの上であったという。
この体験談は地元の怪談や心霊スポットとしての知名度を大きく高めた。1990年代以降、老朽化等の理由で建物は解体され、現在はなどの跡地のみが残るとされている。

## 伝承・民間伝説
地域の伝承や怪談として、
- 戦時中に何らかの宗教的施設や保育的な用途で用いられたという噂、
- 建物内部で奇妙な現象（寒気・童謡・幻視など）が起きるという体験談、
- 「外国人の子供たち」の霊の目撃談、

などが語られている。これらは主に口伝や心霊探訪者の証言に基づくものであり、史実として裏付けられているわけではない点に注意が必要である。

## 現状
建物本体は解体され、跡地は林道終点付近に基礎などの遺構が残るのみとされている。現地訪問は私有地・立入禁止の場合があるため、許可なく立ち入るべきではない。

## 場所
メリーさんの館は、大分県別府市の城島高原に位置していたとされる。城島高原パーク入り口、やまなみハイウェイ挟んで反対側の山林付近にあったとされている 。
建物は林道の終点付近にあり、周囲は自然豊かな山林で覆われていた。廃墟化後も地元住民や探検者によって度々訪問されたが、現在は解体され遺構のみが残っている。  
敷地周辺は私有地や立入禁止区域となっている場合が多く、許可なく立ち入ることは避けるべきである。